# Folke Pärnerteg
Folke Harald Pärnerteg, född 26 juli 1940 i Kågeröds församling i Malmöhus län, är en svensk militär och näringslivsperson.

## Biografi
Pärnerteg avlade studentexamen 1965, varefter han avlade officersexamen vid Krigsskolan 1966 och samma år utnämndes till fänrik vid Kronobergs regemente, där han befordrades till löjtnant 1968. Han befordrades till kapten och därefter till major 1975, gick Stabskursen vid Militärhögskolan 1976–1978, befordrades till överstelöjtnant 1985 och studerade vid Försvarshögskolan 1986. Pärnerteg var beredskapsdirektör vid Vattenfall 1984–1991, verkställande direktör för Svensk Elberedskap AB 1992–1996 och chef för Beredskapsavdelningen vid Svenska kraftnät 1997–2005.
Folke Pärnerteg invaldes som ledamot av Kungliga Krigsvetenskapsakademien 2001.